# Thomas B. Sattig
Thomas Bernd Sattig (* 1971) ist ein deutscher Philosophieprofessor.

## Leben und Werk
Thomas Sattig studierte von 1991 bis 1997 Philosophie und Germanistik in Tübingen und Stanford. 1999 erhielt er den B.Phil. und 2001 den D.Phil. an der Oxford University. 2002 bis 2005 war er British Academy Postdoctoral Fellow und Junior Research Fellow am Brasenose College in Oxford. 2005 war er Gastprofessor an der University of California, Los Angeles. 2005 bis 2007 war er Assistant Professor für Philosophie an der Tulane University, 2007 bis 2012 Assistant Professor für Philosophie an der Washington University in St. Louis. Seit 2012 ist er Professor für Theoretische Philosophie an der Universität Tübingen. Seit 2019 ist er Gastdozent an der Università della Svizzera italiana.
Sattigs Forschungsschwerpunkte liegen in der Metaphysik, der Sprachphilosophie und der Philosophie des Geistes.

## Publikationen
- Die Natur der Zeit. In: Markus Schrenk (Hrsg.): Handbuch Metaphysik. J.B. Metzler, Stuttgart 2017 (ISBN 978-3-476-05365-7), S. 250–255.
- The Double Lives of Objects: An Essay in the Metaphysics of the Ordinary World. Oxford University Press, 2015.
- The Language and Reality of Time. Oxford University Press, 2006.